# Gra giełdowa
Gra giełdowa – symulacja inwestowania na giełdzie papierów wartościowych opracowana najczęściej w formie serwisu internetowego.
Uczestnik tego typu gry otrzymuje wirtualne pieniądze, które może inwestować na takich samych zasadach jak na prawdziwej giełdzie. Część tego typu gier jest trwałym projektem umożliwiającym włączenie się do zabawy w dowolnym momencie, a część jest organizowana w formie konkursów ograniczonych czasowo.
Polskie gry giełdowe opierają się na kursach akcji spółek notowanych na WGPW, zazwyczaj opóźnionych o kilkanaście minut. Bardziej rozwinięte gry biorą także pod uwagę wolumen obrotu umożliwiając transakcje maksymalnie taką liczbą akcji jak na prawdziwej giełdzie.
Gra giełdowa umożliwia zapoznanie się z regułami panującymi na rynku finansowym, metodami inwestowania oraz szczegółowymi procedurami zakupu i sprzedaży akcji. Wiele osób uważa jednak, że gra z użyciem wirtualnych pieniędzy nie oddaje dobrze rzeczywistości, gdyż wyłącza element psychologiczny związany z zaangażowaniem własnych środków.